# Katarzyna Oleśnicka
Katarzyna Oleśnicka (Katarzyna z Bożydaru, Katarzyna Sienieńska, z Sienna, z Rymanowa, z domu Gorajska, ur. ok. 1390) – kasztelanowa i wojewodzina sandomierska, jedna z trzech córek (oprócz Anny – żony Tęczyńskiego i Elżbiety – żony Szamotulskiego) podskarbiego koronnego Dymitra z Goraja herbu Korczak (ok. 1340-1400).
W 1413 odbył się ślub Katarzyny i Dobiesława Oleśnickiego i z Sienna, herbu Dębno (zm. 1440) – kasztelana wojnickiego (1411-1433), lubelskiego (1433), sandomierskiego (1435), starosty krakowskiego (1438), podczaszego krakowskiego (1438-1493), wojewody sandomierskiego (1438-1440), uczestnika bitwy pod Grunwaldem i dowódcy oblężenia Malborka, budowniczego nowego zamku w Rymanowie, fundatora kościołów.
W 1415 w Lublinie, w wyniku podziału włości jej ojca Dymitra, dobra Boży Dar (obecnie w powiecie zamojskim) i Rymanów przeszły z Katarzyną Gorajską do Oleśnickich. Jej matka Beata Mokrska zmarła 30 kwietnia 1424 roku.
Katarzyna wraz ze swoim mężem i ze swoimi 11 dziećmi, bardzo często przebywała w Rymanowie.
W 1441, rok po śmierci męża Dobiesława, została właścicielką zamku w Rymanowie i pisała się już „z Rymanowa”.
W 1479 Rymanów wraz z 20 innymi okolicznymi miejscowościami należał nie tylko do wdowy po wojewodzie sandomierskim, do Katarzyny Oleśnickiej, ale i do jej dzieci, którymi byli:
- Dymitr z Sienna (zm. 1465), kasztelan sanocki, proboszcz skalbmierski, kanonik krakowski (1452), gnieźnieński (1454), dziedzic Rymanowa,
- Mikołaj Sienna (zm. 1484), kanonik krakowski, scholastyk wiślicki (1448), kanonik gnieźnieński (1455), archidiakon sandomierski (1478),
- Jan z Sienna i z Oleska (2. poł. XV w. zm. przed 1477) kasztelan lwowski, podkomorzy przemyski (1439-1448), starosta sandomierski,
- Jakub z Sienna (1413-1480) arcybiskup gnieźnieński, biskup krakowski, biskup włocławski (od 1464), arcybiskup gnieźnieński i prymas Polski od 1474,
- Paweł z Sienna (ok. 1410-1444) sekretarz królewski (1439), dworzanin królewski (1444),
- Andrzej Sienieński (zm. 1494) podkomorzy sandomierski,  właściciel Rymanowa,
- Piotr z Sienna – łowczy sandomierski,
- Zygmunt z Sienna,
- Wiktor z Sienna,
- Zbigniew z Sienna,
- Marcin z Sienna,
- Maciej z Sienna,
- Dorota Oleśnicka z Sienna – wychowawczyni córek Kazimierza Jagiellończyka.